# 갈색하이에나
갈색하이에나(Hyaena brunnea. 옛 학명 Parahyaena brunnea)는 하이에나과의 포유동물이다. 남아프리카의 사바나와 사막에 살며, 점박이하이에나와 비슷한데, 귀 끝이 뾰족하다. 털빛은 회색이며, 발아래 부분에 암갈색 줄무늬가 있다. 강 부근에서 살며 다른 하이에나의 종에 비해 개체수가 적다.

## 식량
잡식성으로 다양한 식물과 갑각류, 물고기를 먹는데, 얼룩말과 봉고, 임팔라를 공격해 잡아먹기도 하고, 또 소와 돼지 같은 가축도 잡아먹으며 주로 소형 동물과 죽은 동물을 먹는다. 또 새 종류도 예외가 아닌데, 작은 새들도 가리지 않고 잡아먹는다. 가끔은 식물을 먹기도 한다.

## 계통 분류
다음은 하이에나과의 계통 분류이다.

|      | 점박이하이에나                                                  |
|      |                                                                 |
| N.N. | \| \| 줄무늬하이에나 \| \| \| \| \| \| 갈색하이에나 \| \| \| \| |
|      | \| \| 줄무늬하이에나 \| \| \| \| \| \| 갈색하이에나 \| \| \| \| |
|      | 줄무늬하이에나                                                  |
|      |                                                                 |
|      | 갈색하이에나                                                    |
|      |                                                                 |

|  | 줄무늬하이에나 |
|  |                |
|  | 갈색하이에나   |
|  |                |

|      | 점박이하이에나                                                  |
|      |                                                                 |
| N.N. | \| \| 줄무늬하이에나 \| \| \| \| \| \| 갈색하이에나 \| \| \| \| |
|      | \| \| 줄무늬하이에나 \| \| \| \| \| \| 갈색하이에나 \| \| \| \| |
|      | 줄무늬하이에나                                                  |
|      |                                                                 |
|      | 갈색하이에나                                                    |
|      |                                                                 |

|  | 줄무늬하이에나 |
|  |                |
|  | 갈색하이에나   |
|  |                |